# Феликс из Масса-Мартана
Феликс — священномученик из Масса-Мартана. День памяти — 30 октября.
Святой Феликс, согласно преданию, записанному Джакобилли, родился и вырос в Масса-Мартана, в древности называвшейся Vicus ad Martis Tudertium, под покровительством св. Понциана, епископа Тоди, который крестил его. По своим достоинствам он был избран епископом и настолован Гаем, папой Римским в 295 году . Считается, что святой Феликс был горячим проповедником и совершил несколько рукоположений, особенно в городе Спелло.
Считается, что в 303 году он принял участие в соборе Синуэссы.
Святой Феликс жил во времена совместного правления императоров Диоклетиана и Максимиана. При префекте Тарквинии его преследовали, требуя отказаться от своей веры. Он был предан мученической смерти через усечение главы, чудом избежав колесования.
Его тело ночью было спрятано верующими и учениками (среди которых был Фаустин из Тоди) и помещено в гроб.
В том месте, где был похоронен святой Феликс, была возведена церковь, освящённая в его честь. После разрушения города в VI веке, его тело было перенесено в монастырь Джано, освящённый в его честь.
Святой Феликс почитается покровителем Масса-Мартана, Джано-дель-Умбрия и Спелло.
Некоторые авторы, такие как Ланцони (Lanzoni), Бурчи (Burchi) и Делейе, считали, что святой является "раздвоением" одноименного святого Феликса из Сплита (Felice di Spalato), чему способствовали ассонанс латинского названия места происхождения (Hispellum, Spello и Spalatum, Split) и совпадение даты мученичества. За исключением топографических указаний, passio di Felice di Martana идентичен пассии San Felice di Spello. Кроме того, также считается, что из-за ассонанса между Spalatensis и Spoletensis, святой Феликс был включен в число святых епархии Сполето.